# Yolanda Cardoso
Yolanda Cardoso da Silva (Rio de Janeiro, 28 de setembro de 1928 — Rio de Janeiro, 10 de julho de 2007) foi uma atriz brasileira.
Seu maior sucesso no palco foi na peça O cão siamês, de Antonio Bivar, em 1969. Bivar reescreveu a peça, e Yolanda novamente viveu o papel de Alzira Power ou Alzira Porra-Louca (título censurado pela ditadura militar), em 1971, dividindo o palco, primeiro com Antonio Fagundes e depois com Marcelo Picchi.  
Interpretou mais de 40 personagens na TV. Entre os destaques, estão suas atuações em Sítio do Picapau Amarelo, em 1980 (episódio "A santa do pau oco"), no seriado Bandidos da Falange (1983) e na novela Direito de Amar (1987). 
O último trabalho na televisão foi o episódio "Filho Porque Qui-lo", interpretando a personagem Carolina Koifner, no humorístico Sai de Baixo, em 1998.
A partir de 2001, Yolanda passou a morar no Retiro dos Artistas, em Jacarepaguá. Morreu de pneumonia e infecção generalizada, no Hospital Municipal Álvaro Ramos, no Rio de Janeiro, e foi sepultada no Cemitério Jardim da Saudade, em Sulacap, Zona Oeste do Rio de Janeiro.

## Filmografia

### Televisão
| Ano  | Título                          | Personagem        | Notas                           | Emissora          |
| ---- | ------------------------------- | ----------------- | ------------------------------- | ----------------- |
| 1967 | Anastácia, a Mulher sem Destino | Zarolha           |                                 | Rede Globo        |
| 1968 | Ana                             | Maria             |                                 | RecordTV          |
| 1969 | Algemas de Ouro                 | Maria Aparecida   |                                 | RecordTV          |
| 1970 | As Pupilas do Senhor Reitor     | Ressurreição      |                                 | RecordTV          |
| 1972 | Na Idade do Lobo                | Lucila            |                                 | Rede Tupi         |
| 1972 | Bel-Ami                         | Norma             |                                 | Rede Tupi         |
| 1973 | A Volta de Beto Rockfeller      | Ofélia            |                                 | Rede Tupi         |
| 1973 | As Divinas e Maravilhosas       | Belinha           |                                 | Rede Tupi         |
| 1974 | A Barba Azul                    | Conceição         |                                 | Rede Tupi         |
| 1975 | A Viagem                        | Josefina          |                                 | Rede Tupi         |
| 1975 | O Sheik de Ipanema              | Filoca            |                                 | Rede Tupi         |
| 1976 | Papai Coração                   | Helena            |                                 | Rede Tupi         |
| 1976 | Tchan, a grande sacada          | Argentina         |                                 | Rede Tupi         |
| 1977 | O Profeta                       | Zulmira           |                                 | Rede Tupi         |
| 1978 | O Direito de Nascer             | Conchita          |                                 | Rede Tupi         |
| 1980 | Coração Alado                   | Nina              |                                 | Rede Globo        |
| 1981 | O Amor é Nosso                  | Lola              |                                 | Rede Globo        |
| 1982 | Sétimo Sentido                  | Carla Taglianetti |                                 | Rede Globo        |
| 1983 | Louco Amor                      | Alda Maria        |                                 | Rede Globo        |
| 1983 | Bandidos da Falange             | Neném             |                                 | Rede Globo        |
| 1983 | Caso Especial                   | Miriam            | Episódio: "Adeus, Marido Meu"   | Rede Globo        |
| 1984 | Transas e Caretas               | Dalva             |                                 | Rede Globo        |
| 1987 | Direito de Amar                 | Catarina Barbosa  |                                 | Rede Globo        |
| 1989 | Que Rei Sou Eu?                 | Velha Miruska     |                                 | Rede Globo        |
| 1989 | Capitães da Areia               | —                 | [ 8 ]                           | Rede Bandeirantes |
| 1992 | Você Decide                     | Madalena          | Episódio: "O Golpe"             | Rede Globo        |
| 1994 | Você Decide                     | Ruth              | Episódio: "Angu de Caroço"      | Rede Globo        |
| 1994 | Você Decide                     | —                 | Episódio: "Garoto de Ouro "     | Rede Globo        |
| 1995 | Decadência                      | Tia Lalu          |                                 | Rede Globo        |
| 1995 | História de Amor                | Cândida           |                                 | Rede Globo        |
| 1998 | Sai de Baixo                    | Carolina Koifner  | Episódio: "Filho Porque Qui-lo" | Rede Globo        |
| 1999 | Andando nas Nuvens              | Senhora no avião  | Participação especial           | Rede Globo        |
| 2003 | Mulheres Apaixonadas            | Ela mesma         | Participação especial           | Rede Globo        |

### Cinema
| Ano  | Título                              | Personagem         |
| ---- | ----------------------------------- | ------------------ |
| 1957 | Uma Certa Lucrécia                  | Aia                |
| 1963 | Crime no Sacopã                     | —                  |
| 1966 | Engraçadinha depois dos Trinta      | —                  |
| 1966 | Paraíba, Vida e Morte de um Bandido | Mulher no bordel   |
| 1967 | Adorável Trapalhão                  | —                  |
| 1968 | Copacabana Me Engana                | Amante de Leôncio  |
| 1969 | Como Vai, Vai Bem?                  | Tia de Tereza      |
| 1977 | Elas São do Baralho                 | Mulher da Massagem |
| 1977 | A Árvore dos Sexos                  | Dona Teodora       |
| 1978 | A Noite dos Duros                   | Frosina            |
| 1979 | Mulheres do Cais                    | Maria Brasil       |
| 1980 | Os Rapazes da Difícil Vida Fácil    | Teresa             |
| 1985 | Pedro Mico                          | Dona Bilu          |
| 1986 | Com Licença, Eu Vou à Luta          | Avó                |
| 1987 | Um Trem para as Estrelas            | Tia de Santinha    |
| 1989 | Lili, a Estrela do Crime            | Madame do Cassino  |

## Teatro
- Os Elegantes, de Aurimar Rocha
- Society em Baby Doll, de Henrique Pongetti
- A Valsa dos Toreadores, de Jean Anouilh
- Juventude Sem Dono, de Michael Vincenzo Gazzo
- Os Sete Gatinhos, de Nelson Rodrigues
- O Mambembe, de Artur Azevedo
- Com a Pulga atrás da Orelha, de Georges Feydeau
- Boca de Ouro, de Nelson Rodrigues
- Pedro Mico, de Antônio Callado
- Em Moeda Corrente do País, de Abílio Pereira de Almeida
- A Noite do Iguana, de Tennessee Williams
- Mirandolina, de Carlo Goldoni,
- As Inocentes do Leblon, de Barillet e Grédy,
- As Viúvas do Machado, coletânea de textos de Machado de Assis
- Salomé, de Oscar Wilde
- Sol da Manhã, de Antônio Bivar
- As Alegres Comadres de Windsor, de William Shakespeare
- O Rei da Vela, de Oswald de Andrade
- O Cão Siamês, de Antônio Bivar
- Liberdade para as Borboletas, de Leonard Gershe
- Pequenos Assassinatos, de Jules Feiffer
- A Dama de Copas e o Rei de Cuba, de Timochenco Wehbi
- Viva o Cordão Encarnado, de Luiz Marinho
- Alzira Power, de Antônio Bivar
- Adiós, Geralda, de Mah Luly
- Alta Sociedade, de Miguel M. Abrahão
- Caixa de Sombras, de Michael Cristofer
- A Filha..., de Chico Anísio
- Dourado, de Aguinaldo Silva
- Evita-me... que Assim Não Dá, de Angela Leal e Wilson Cunha
- Filumena Marturano, de Eduardo de Filippo
- As Tias, de Mauro Rasi
- As Três Irmãs, de Anton Tchekhov